# Joaquim Clotet

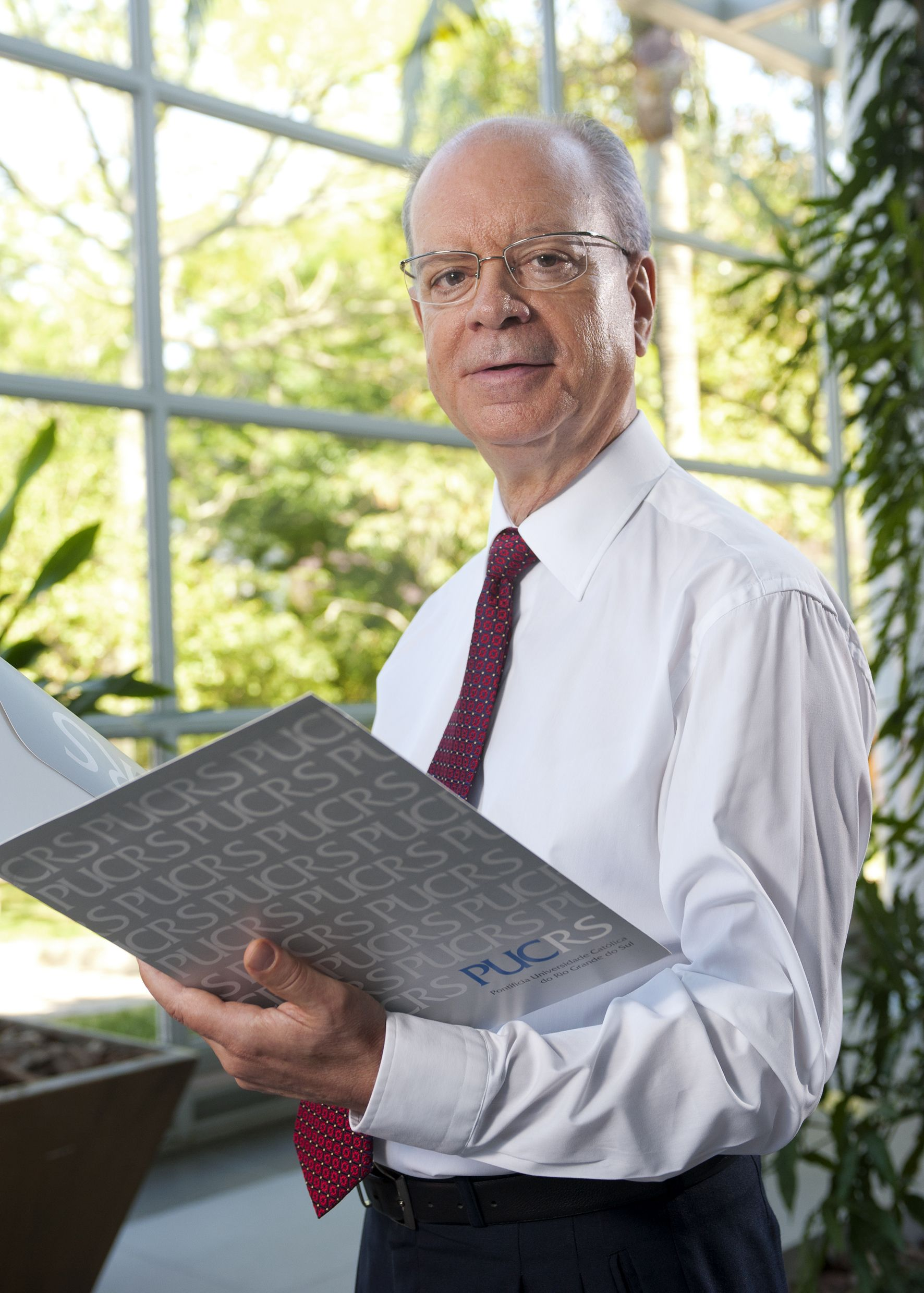
Joaquim como reitor da PUC-RS

Joaquim Clotet Martí (Mataró, 16 de março de 1946) é um professor espanhol radicado no Brasil, ex-reitor da Pontifícia Universidade Católica do Rio Grande do Sul (PUCRS).

## Biografia e trajetória acadêmica
Joaquim é doutor em Filosofia e Letras, com atuação na área da Ética e da Bioética. Foi reitor da Pontifícia Universidade Católica do Rio Grande do Sul (PUCRS), em Porto Alegre, entre 2004 e 2016. 
Nascido na cidade de Mataró, Espanha, graduou-se em Língua Inglesa e em Filosofia e Letras (1972) pela Universidad de Barcelona  e Doutor em Filosofia e Letras pela mesma instituição (1980).
Após o doutorado, realizou estudos e pesquisas na Universidade Gregoriana de Roma, na Universidade de Harvard, na Universidade Georgetown e na Universidade de Warwick.
Depois de lecionar durante nove anos na Faculdade de Filosofia da Universidad de Barcelona, mudou-se para Porto Alegre em 1984, quando se tornou professor titular da PUCRS. Também lecionou na Universidade Federal do Rio Grande do Sul (UFRGS), no curso de Pós-Graduação em Clínica Médica, entre 1995 e 1996.
De 1994 a 2004, atuou como vice-reitor da PUCRS, assumindo a reitoria em dezembro de 2004. Foi reconduzido em 2008 e 2012. Permaneceu no cargo até dezembro de 2016. Sua gestão destacou-se pelo incremento da internacionalização em todos os âmbitos acadêmicos, pelo incentivo à pesquisa, ao empreendedorismo e à inovação. Além de Reitor, Clotet é Professor Titular de Bioética dos cursos de Mestrado e Doutorado em Medicina e Odontologia, Professor Visitante da Universidad de Santiago de Compostela (Espanha), da Universidad Nacional Mayor de San Marcos (Peru), da Universidad Nacional de La Plata (Argentina) e da Universidad de Buenos Aires (Argentina).
Membro da Comissão Nacional Sobre Acesso e Uso do Genoma Humano, do Ministério da Saúde, da Comissão Nacional de Ética em Pesquisa, do Ministério da Saúde , da Hume Society, do Kennedy Institute of Ethics (EUA), da Sociedad Iberoamericana de Estudios Utilitaristas (Espanha), do Hastings Center (EUA) e da American Society of Law, Medicine and Ethics (EUA). Presidente da Sociedade Rio-Grandense de Bioética (1999-2001). 
É Doutor Honoris Causa pela Dalhousie University, do Canadá (2013), e Universidade São Marcelino Champagnat, do Peru (2015). 
Foi Visiting Fellow, Exeter College, da University of Oxford, em 2017.

## Distinções recebidas
2013
- Doutor Honoris Causa pela Universidade Dalhousie (Canadá)

2012
- Comenda Poeta Luiz de Miranda, concedida pela Real Academia de Letras – Ordem da Confraria dos Poetas – Brasil
- Comenda Tropas do Leste, na Categoria Personalidade, concedida pela Brigada Militar - CPC – 19º Batalhão de Polícia Militar

2009
- Medalha Irmão Afonso, concedida pela PUCRS

2008
- Diploma da Ordem dos Lanceiros de Osório, Exército Brasileiro – Comando Militar do Sul, 3º Regimento de Cavalaria de Guarda

2007
- Título honorífico de Cidadão de Porto Alegre, Prefeitura Municipal de Porto Alegre, Lei Nº 10.243, de 29 de agosto de 2007

1972
- Beca-Prêmio (Distinção Acadêmica e bolsa conferida ao aluno mais destacado), Escuela de Idiomas Modernos de la Universidad de Barcelona[2]